# Бухалівщина
Бухалі́вщина (до 1954 року — Бахалівщина) — село в Україні, у Попільнянській селищній територіальній громаді Житомирського району Житомирської області. Кількість населення становить 50 осіб (2001).

## Загальна інформація
Відстань до смт Попільня становить 34 км. Найближча залізнична станція — Скочище, за 1 км.

## Населення
Відповідно до результатів перепису населення СРСР, кількість населення, станом на 12 січня 1989 року, становила 76 осіб.
За даними перепису 2001 року населення села становило 50 осіб, з них 98 % зазначили рідною українську мову, а 2 % — російську.

## Історія
Станом на 1 вересня 1946 року — хутір Бахалівщина Липківської сільської ради Корнинського району Житомирської області. У 1954 році віднесений до категорії сіл.
11 серпня 1954 року, внаслідок об'єднання сільських рад, підпорядковане Кривенській сільській раді Корнинського району. 28 листопада 1957 року, в складі сільської ради, включене до Попільнянського району Житомирської області. 10 березня 1966 року, відповідно до рішення Житомирського облвиконкому № 126 «Про утворення сільських рад та зміни в адміністративному підпорядкуванні деяких населених пунктів області», село включене до складу відновленої Липківської сільської ради Попільнянського району.
12 червня 2020 року, відповідно до розпорядження Кабінету Міністрів України № 711-р «Про визначення адміністративних центрів та затвердження територій територіальних громад Житомирської області», територію та населені пункти Липківської сільської ради включено до складу Попільнянської селищної територіальної громади Житомирського району Житомирської області.